# Asian 5 Nations Division 1 2010
El Asian 5 Nations Division 1 de 2010 fue la octava edición del torneo de segunda división organizado por la federación asiática (AR).
El campeonato se disputó en Singapur.

## Desarrollo

### Semifinales
| 14 de abril | Singapur | 22 - 20 | Malasia |  |  |

| 14 de abril | Sri Lanka | 37 - 7 | China Taipéi |  |  |

### Tercer puesto
| 17 de abril | Malasia | 35 - 8 | China Taipéi |  |  |

### Final
| 17 de abril | Singapur | 16 - 23 | Sri Lanka |  |  |

| Bandera de Sri Lanka               |
| Campeón de la División 1 Sri Lanka |
| Primer título                      |